# Anthony Michiel Cornelis van Asch van Wijck

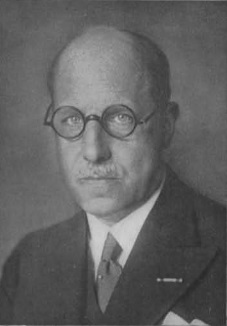
A.M.C. van Asch van Wijck

Anthony Michiel Cornelis van Asch van Wijck (Zeist, 30 juli 1880 - Londen, 11 maart 1945) was een Nederlandse secretaris-generaal.
Van Asch van Wijck was een voormalige belastinginspecteur, die in de jaren dertig secretaris-generaal van het ministerie van Financiën was. Daarnaast was hij van 1937 tot 1940 waarnemend secretaris-generaal van het Ministerie van Algemene Zaken. Hij was een conservatief man, met grote plichtsbetrachting, die zeer bevriend was met De Geer. Die nam hem in de meidagen van 1940 mee toen het kabinet uitweek naar Londen.
- Biografisch Portaal: 20247686
- Parlement.com: vg09llzq5ex3